# Rotschulterente

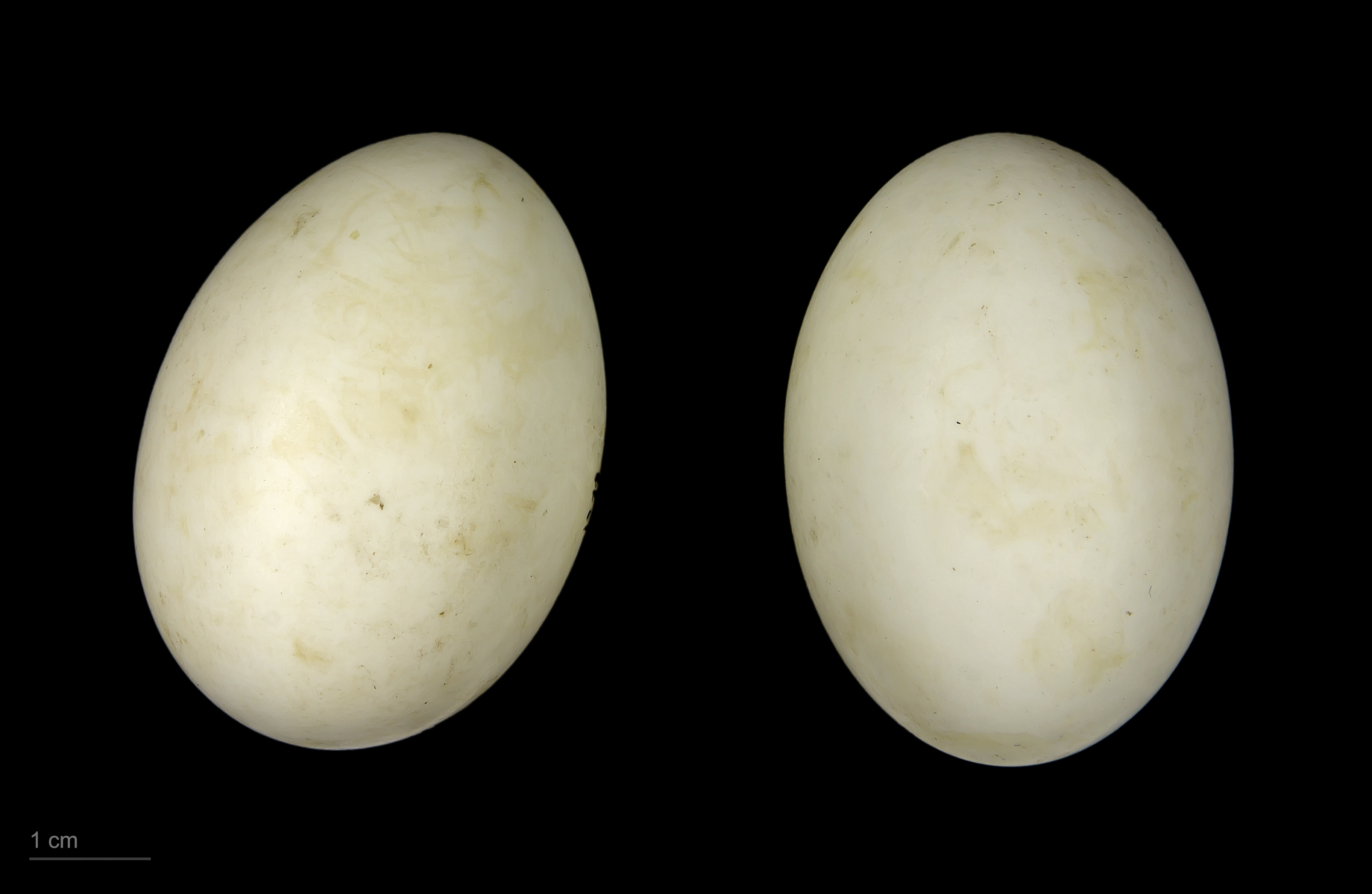
Eier der Rotschulterente

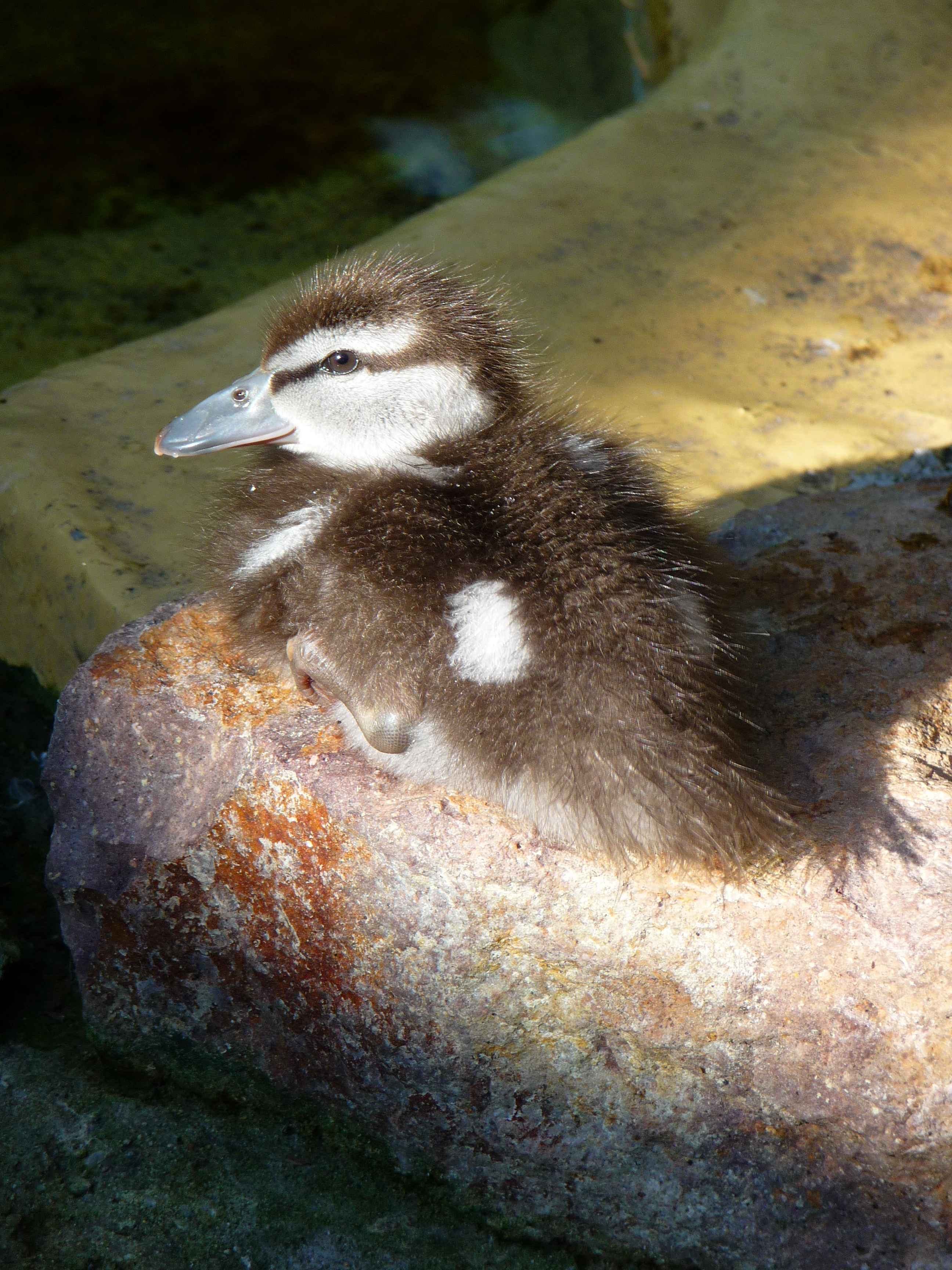
Männliches Küken

Die Rotschulterente (Callonetta leucophrys) ist eine südamerikanische Vogelart aus der Familie der Entenvögel (Anatidae).
In Mitteleuropa wird sie gelegentlich beobachtet. Dabei handelt es sich jedoch immer um Gefangenschaftsflüchtlinge. 1998 gab es in Nordrhein-Westfalen ein brütendes Paar, das sechs Jungvögel aufzog, von denen aber keines flügge wurde. In der Region Genf wurde 1999 ein Paar mit einem Jungvogel beobachtet.

## Erscheinungsbild
Die Männchen sind ohne individuelle Farbvariationen. Bei den Weibchen dagegen ist die helle Gesichtszeichnung leicht variabel.
Die Mauser der Rotschulterenten beginnt mit dem Abwurf der Schwingenfedern. Danach folgt der Wechsel des Kleingefieders und der Steuerfedern. Mauserbeginn ist am Ende der Fortpflanzungsperiode.
Die Küken haben eine dunkelgraue Kopfplatte. Ebenfalls dunkelgrau ist der hintere Halssaum, ein Augenstreif sowie die gesamte Oberseite. Das Gesicht und die Körperunterseite sind silberweiß. Jeweils zwei silberweiße Flecken finden sich auch auf dem Rücken. Der Schnabel und die Füße sind schwarz.

## Lebensraum und Bestand

Verbreitungsgebiet der Rotschulterente

Die Rotschulterente lebt in Sümpfen und Seen der bewaldeten Savannenlandschaften Südamerikas. Sie bevorzugt die nahrungsreichen Überschwemmungsgebiete der Flüsse, meidet hingegen die Gewässer der Regenwälder und Flüsse mit Steilufern.
Die IUCN beziffert den Gesamtbestand der Rotschulterente auf 10.000 bis 100.000 Tiere, wobei die Vorkommen auf relativ kleine Gebiete begrenzt sind, in denen dann aber Ansammlungen von 1000 Tieren keine Seltenheit darstellen. Die Art gilt als ungefährdet.

## Systematik
Die Art ist monotypisch innerhalb der ebenfalls monotypischen Gattung Callonetta. Sie wird zur Tribus der Schwimmenten (Anatini) gerechnet, soll nach den mtDNA-Sequenzen allerdings trotz ihrer völlig abweichenden Lebensweise zu den Meerenten und Sägern (Mergini) gehören.

## Etymologie und Forschungsgeschichte
Die Erstbeschreibung der Rotschulterente erfolgte 1816 durch Louis Pierre Vieillot unter dem Namen Anas leucophrys. Vieillot bezog sich auf den Trivialnamen Pato del ceja blanca den Félix de Azara 1805 in seinem Werk Apuntamientos para la historia natural de los páxaros del Paragüay y Rio de la Plata verwendete. Als Verbreitungsgebiet gab er Paraguay an. 1936 führte Jean Théodore Delacour die für die Wissenschaft neue Gattung Callonetta für die Rotschulterente ein. Dieser Begriff hat seinen Ursprung in καλλος, καλος callos, calos, deutsch ‚Schönheit, schön‘ und νηττα nētta, deutsch ‚Ente‘. Der Artname leucophrys ist ein Wortgebilde aus λευκος leukos, deutsch ‚weiß‘ und οφρυς, οφρυος ophrys, ophryos, deutsch ‚Augenbraue‘. Alfred Laubmann sah in seinem Werk Die Vögel von Paraguay in Anas torquata Vieillot, 1816 für Pato del collar negro ein Synonym zur Nominatform. Allerdings erwähnt er, dass der Name bereits durch Samuel Gottlieb Gmelin als Anas torquata belegt war. Laubmann standen für seine Analysen sieben Bälge, gesammelt von Hans Krieg (1888–1970) und Eugen Josef Robert Schuhmacher (1906–1973) bei der „Gran-Chaco-Expedition“, zur Verfügung. Er betrachtet die Art als weit verbreitet in Paraguay. Torquata hat seinen Ursprung in lateinisch torquatus, torques, torquere ‚mit Kragen, Kragen, Halskette, umhängen‘.

## Belege